# Queula
Queula è una suddivisione dell'India, classificata come census town, di 5.452 abitanti, situata nel distretto di Goa Nord, nello territorio federato di Goa. In base al numero di abitanti la città rientra nella classe V (da 5.000 a 9.999 persone).

## Geografia fisica
La città è situata a 15° 22' 60 N e 73° 58' 0 E e ha un'altitudine di 85 m s.l.m..

## Società

### Evoluzione demografica
Al censimento del 2001 la popolazione di Queula assommava a 5.452 persone, delle quali 2.821 maschi e 2.631 femmine. I bambini di età inferiore o uguale ai sei anni assommavano a 486, dei quali 248 maschi e 238 femmine. Infine, coloro che erano in grado di saper almeno leggere e scrivere erano 4.348, dei quali 2.394 maschi e 1.954 femmine.